# اری مارکوس
اری مارکوس (انگلیسی: Ary Marques؛ زادهٔ ۱ آوریل ۱۹۵۵) بازیکن فوتبال اهل برزیل است.